# Демозаписи Marilyn Manson and The Spooky Kids
Это список демозаписей группы Marilyn Manson and The Spooky Kids, выпущенных на компакт-кассетах в 1989—1993 годах. Они были записаны в домашних условиях и выпущены малым тиражом. «Домашний лейбл» назывался Beat Up Your Mom Music.

## The Raw Boned Psalms

Обложка

The Raw Boned Psalms — первая демозапись группы Marilyn Manson and The Spooky Kids, выпущенная в январе 1990 года для демонстрации басиста Оливии Ньютона Банди. На записи были песни с ранних репетиций. До выпуска документального фильма Demystifying the Devil о этой записи ничего не было известно. Кассета, использовавшаяся в фильме, принадлежит бывшей девушке Брайана Уорнера — Мисси Ромеро.

### Обложка
Как и все обложки «Marilyn Manson and The Spooky Kids», эта тоже имеет клип арт, который тоже имеет значение. Например коллаж фото Мэрилин Монро и Чарльза Мэнсона. На обложке группа марширующих детей и весь разворот украшен символами мира и любви.

### Треклист
Треклист демо-кассеты до сих пор неизвестен. Предполагается, что в нее вошли следующие песни:
1. Red (In My) Head
2. Son Of Man
3. I.V.-T.V.
4. The Telephone

Скотт Путески, однако, предположил, что на кассете были представлены песни Strange Same Dogma, My Monkey и Wrong Radio Noise, а также упомянул композицию All Fall Down.

### Участники
Мэрилин Мэнсон — вокал, стихи, музыка; 

Дэйзи Берковиц — гитара, музыка, программирование Драм-машины; 

Оливия Ньютон Банди — бас-гитара; 

## The Beaver Meat Cleaver Beat

Обложка

The Beaver Meat Cleaver Beat — вторая демо-кассета группы Marilyn Manson and The Spooky Kids, выпущенная в марте 1990 года для распространения по лейблам.
Была записана в начале 1990 года при продюсировании звукооператора Френка Фалестры. Песни «White Knuckles» и «Strange Same Dogma» были включены Фалестром в Funnel Zone (сборник песен флоридских индастриал-групп).
Также на записи присутствует интервью Мэрилина Мэнсона и Дэйзи Берковица на радио WKXP. И запись исполнения песен «Strange Same Dogma» и «White Knuckles» на том же радио.
Продолжительность записи - 32:26 (сторона А)

### Обложка
В оформлении обложки использовались коллаж фотографий Мерилин Монро и Чарльза Менсона и картинка марширующих детей (такая же как на обложке The Raw Boned Psalms). Также на обложке присутствуют: цветы, бабочки, американский флаг, руки сложенные в мольбе. На передней стороне обложки — 2 револьвера, из которых вылетают бабочки.

### Треклист
Сторона А:
1. «White Knuckles»
2. «Red (in My) Head»
3. «My Monkey»
4. «Strange Same Dogma»
5. «Son of Man»
6. «Junk the Magic Dragon»
7. «The Telephone»
8. «I.V.-T.V.»

Сторона В:
1. Scott David Interview With Marilyn Manson and Daisy Berkowitz
2. «Strange Same Dogma» (Live on WKXP)
3. «White Knuckles» (Live on WKXP)

### Участники
Мэрилин Мэнсон — вокал, стихи; 

Дэйзи Берковиц — гитара, музыка, программирование Драм-машины; 

Оливия Ньютон Банди — бас-гитара; 

За За Спек — клавишные;

Френк Фалестра — продюсер;

Скот Девид — интервьюер;

## Big Black Bus

Обложка

Big Black Bus — первая демозапись группы Marilyn Manson and The Spooky Kids, которая продавалась фанатам. Записана в Sync Studios в Маями и выпущена в апреле 1990 года. Сторона А содержит 4 песни с предыдущего демо-альбома, которые были перезаписаны с лучшим звуком. Сторона В содержит 15 минутную запись сообщений фанатов группы, оставленной ими на автоответчике горячей линии The Spooky Kids.
Продолжительность записи - 31:28

### Обложка
На обложке нарисован автобус такой же как у «Семьи Мэнсона» на корпусе которого написано «HOLYWOOD PROD.». Стиль обложки — пародия на Лос-анджелесскую автобусную кампанию «Big Blue Bus».

### Треклист
1. «White Knuckles»[5]
2. «My Monkey»
3. «Strange Same Dogma»
4. «Red (in My) Head»
5. Answering Machine Messages

### Участники
Мэрилин Мэнсон — вокал, стихи; 

Дэйзи Берковиц — гитара, музыка, программирование Драм-машины, продюсер; 

Гиджет Гейн — бас-гитара;

Мадонна Уэйн Гейси — клавиши, перкуссия;

Ральф Каваллеро — инженер;

Тони Швейбер — инженер;

Джо Дисано — менеджмент;

## Grist-O-Line

Обложка

Grist-O-Line — четвёртая демо-кассета группы Marilyn Manson and The Spooky Kids. Была выпущена в продажу в декабре 1990 года. Также раздавалась всем кто позвонит на горячую линию The Spooky Kids и ответит на вопрос: «Как называлась лодка Вилли Вонка?». Содержит 4 новых трека.
Продолжительность записи - 15:25

### Обложка
На обложке изображена канистра с торчащем из неё американским флагом.

### Треклист
1. «Dune Buggy»
2. «Cake and Sodomy»
3. «Meat for a Queen»
4. «She’s Not My Girlfriend»

### Участники
Мэрилин Мэнсон — вокал, стихи;

Дэйзи Берковиц — гитара, музыка, программирование Драм-машины; 

Гиджет Гейн — бас-гитара;

Мадонна Уэйн Гейси — клавиши; 

## Lunchbox

Обложка

Lunchbox — пятая демозапись группы Marilyn Manson and The Spooky Kids, выпущенная в марте 1991 года. Получила наибольшую популярность и была распродана большим тиражом, чем другие демо-кассеты. Содержит только одну новую песню — «Learning to Swim».
Продолжительность записи - 16:06

### Обложка
В отличие от предыдущих обложек демокассет, обложка Lunchbox цветная (цвета американского флага). В оформлении используются карикатуры на музыкантов группы. Обложку Дейзи Берковиц распечатал бесплатно у себя на работе.

### Треклист
1. «Dune Buggy»
2. «My Monkey»
3. «Learning to Swim»
4. «Cake and Sodomy»
5. «Answering Machine Message»

Песни Lunchbox на демозаписи нету — она появится в следующем демо.

### Участники
Мэрилин Мэнсон — вокал, стихи, музыка;

Дэйзи Берковиц — гитара, музыка, программирование Драм-машины, продюсер; 

Гиджет Гейн — бас-гитара, гитара, музыка;

Мадонна Уэйн Гейси — клавиши, семплы, музыка; 

Джо Товар — менеджмент;

Френк Сейллари — менеджмент;

Ральф Каваллеро — инженер; 

Тони Швейбер — инженер;

## After School Special

Обложка

After School Special — шестая демо-кассета группы Marilyn Manson and The Spooky Kids и четвёртая выпущенная для продажи. Выпущена в декабре 1991 года. Содержит впервые записанные песни «Lunchbox» и «Cyclops», которые в 1994 году вошли в дебютный альбом «Portrait of an American Family».
Продолжительность записи - 19:53

### Обложка
На обложке кассеты изображён логотип группы (надпись на металлической коробке для завтраков) над фотографией молодого Джефри Дамера — серийного убийцы.

### Треклист
1. «Negative 3»
2. «Lunchbox»
3. «Choklit Factory»
4. «Cyclops»

### Участники
Мэрилин Мэнсон — вокал, музыка, продюсер, стихи; 

Дэйзи Берковиц — гитара, музыка, продюсер; 

Гиджет Гейн — бас-гитара, гитара, музыка;

Мадонна Уэйн Гейси — клавиши, семплы, музыка;

Сара Ли Лукас — барабаны, музыка;

Джо Товар — менеджмент;

Френк Сейллари — менеджмент;

Курт Моуди — инженер, миксинг;

Френк Фалестра — продюсер, инженер;

### Интересные факты
- На альбоме используются семплы из фильма «Чарли и шоколадная фабрика» (1971 года).
- На демо впервые не используется драм-машина. К группе присоединился барабанщик Сара Ли Лукас.
- Джефри Дамер работал на шоколадной фабрике что обыгрывается в песне «Choklit Factory».[9]

## Live As Hell

Обложка

Live As Hell — запись концерта на радио WYNF в программе Radio Clash 26 апреля 1992. Выпущен радиостанцией в мае того же года. Помимо 6 треков с концерта содержит бонус трек — «Thrift», записанный группой в ноябре 1991.
Продолжительность записи - 33:34

### Обложка
Впервые на обложке используется фотография солиста группы — Мэрилина Мэнсона. А на развороте фото всей группы.

### Треклист
1. «Cake and Sodomy»
2. «Suicide Snowman»
3. «Lunchbox»
4. «Learning to Swim»
5. «My Monkey»
6. «Misery Machine»
7. «Thrift»

### Участники
Мэрилин Мэнсон — вокал, музыка, стихи; 

Дэйзи Берковиц — гитара, музыка; 

Гиджет Гейн — бас-гитара, музыка;

Мадонна Уэйн Гейси — клавиши, семплы, музыка;

Сара Ли Лукас — барабаны, музыка, программирование драм-машины;

Чарли Логан — продюсер;

Том Морис — звук;

Курт Моуди — миксинг;

## The Family Jams

Обложка

The Family Jams — первая демозапись группы после переименовывания группы из «Marilyn Manson and The Spooky Kids» в «Marilyn Manson». Выпущена в августе 1992 года. Демозапись названа так же, как альбом Чарльза Мэнсона.
Продолжительность записи - 25:18

### Обложка
На обложке размещена фотография детей из «Семьи Мэнсона» (американской секты возглавляемой Чарльзом Мэнсоном). На развороте напечатана фотография группы и отдельная фото лидера группы с крестом на лбу и указателем «ты здесь» (англ. "You are here").

### Треклист
1. «Dope Hat»
2. «Strange Same Dogma»
3. «Let Your Ego Die»
4. «Thingmaker»
5. «White Knuckles»
6. «Luci in the Sky with Demons»

### Участники
Мэрилин Мэнсон — вокал, музыка, стихи; 

Дэйзи Берковиц — гитара, музыка, продюсер; 

Гиджет Гейн — бас-гитара, музыка;

Мадонна Уэйн Гейси — клавиши, семплы, орган, бэк-вокал, музыка;

Сара Ли Лукас — барабаны, программирование драм-машины;

Курт Моуди — инженер;

## Refrigerator

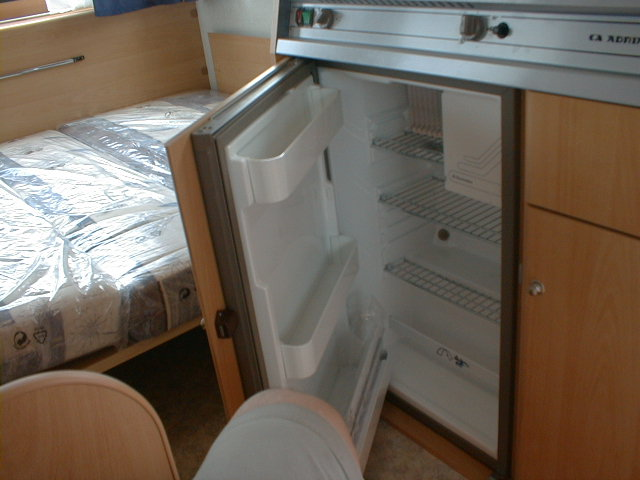
Обложка

Refrigerator — девятая и последняя демозапись группы Marilyn Manson, выпущенная 17 января 1993 года. Первые четыре трека взяты с демозаписи Live as Hell. Кассета получила название в связи с одним из убийств совершенным Семьёй Мэнсона. Убийцы кровью написали на холодильнике жертвы «HEALTER SKELTER» (Название песни группы Битлз с опечаткой). Тираж — 100 штук.
Продолжительность записи - 41:13

### Обложка
На обложке изображён белый холодильник
, без каких либо надписей. Каждая из 100 кассет имела уникальный рисунок на развороте.

### Треклист
1. «Cake and Sodomy»
2. «Suicide Snowman»
3. «My Monkey»
4. «Lunchbox»
5. «Thrift»
6. «Filth»
7. «Wrapped in Plastic»
8. «Dope Hat»

### Участники
Мэрилин Мэнсон — вокал, музыка, стихи; 

Дэйзи Берковиц — гитара, музыка, продюсер; 

Гиджет Гейн — бас-гитара, музыка;

Мадонна Уэйн Гейси — клавиши, семплы, орган, бэк-вокал, музыка;

Сара Ли Лукас — барабаны, программирование драм-машины;

Чарли Логан — продюсер;

## Portrait Of An American Family Pre-Reznor Mixes

Обложка

Portrait Of An American Family Pre-Reznor Mixes (также известен как The Manson Family) — запись, которая должна была стать первым альбомом группы Marilyn Manson, записанная в 1993 году. Название The Manson Family взято у названия группы серийного убийцы Чарльза Мэнсона. Однако, качество записи не устроило музыкантов и через пять месяцев они перезаписали материал и выпустили альбом Portrait of an American Family.
Продолжительность записи - 56:58

### Обложка
У записи отсутствует обложка (кроме той что на иллюстрации).

### Треклист
1. «Snake Eyes & Sissies»
2. «Snake Eyes & Sissies» (single mix edit)
3. «Lunchbox»
4. «Get Your Gunn»
5. «Cyclops»
6. «Citronella»[14]
7. «Cake & Sodomy»
8. «Filth»
9. «Sweet Tooth»
10. «Organ Grinder»
11. «My Monkey»
12. «Misery Machine»
13. «Dope Hat»

### Участники
Мэрилин Мэнсон — вокал, музыка, стихи; 

Дэйзи Берковиц — гитара, музыка, продюсер; 

Гиджет Гейн — бас-гитара, музыка;

Мадонна Уэйн Гейси — клавиши, семплы, орган, бэк-вокал, музыка;

Сара Ли Лукас — барабаны, программирование драм-машины;

Роберт Пирс — вокал в «My Monkey»;

Роли Мойсимен — продюсер;

## Thrift

Обложка

Thrift — демозапись которая должна была быть выпущена в 1992 и стать седьмым демо-альбом.
Запись была сделана ещё в конце 1991 года, но по не известным причинам выход кассеты был сначала отложен, а затем и вовсе отменён.
Запись песни Thrift с этого дэмо была выпущена бонус-треком на кассете Live As Hell.

### Обложка
Обложка представляет собой коллаж в виде рисунков и текста заглавной песни.

### Треклист
1. «Thrift»
2. «Let Your Ego Die»
3. «She's Not My Girlfriend»
4. «White Knuckles»
5. «Strange Same Dogma»

### Участники
Мэрилин Мэнсон — вокал, стихи; 

Дэйзи Берковиц — гитара, музыка, свидение, продюсер; 

Гиджет Гейн — бас-гитара, музыка;

Мадонна Уэйн Гейси — клавиши, семплы, музыка;

Сара Ли Лукас — барабаны, программирование драм-машины;